# Флейсиг, Максимилиан
Максимилиан (Микша) Флейсиг (нем. Maximilian Fleissig; венг. Fleissig Miksa, 10 ноября 1845, Ченгер — 23 января 1919, Вена) — австрийский шахматист венгерского происхождения, мастер. Участник крупнейшего международного турнира в Вене (1873 г.). Старший брат Б. Флейсига.
В отечественной шахматной литературе братьев часто смешивают друг с другом, а также путают с немецким мастером Э. Флексигом.
В 1913 г. М. Флейсиг в сеансе одновременной игры победил действующего на тот момент чемпиона мира Эм. Ласкера.

## Вклад в теорию дебютов
Братья Флейсиги разработали систему в сицилианской защите, которая сейчас чаще называется гамбитом Морра: 1. e4 c5 2. d4 cd 3. c3.

## Спортивные результаты
| Год  | Город | Соревнование                | + | −  | = | Результат                    | Место |
| ---- | ----- | --------------------------- | - | -- | - | ---------------------------- | ----- |
| 1873 | Вена  | Международный турнир        | 9 | 15 | 5 | 11½ из 29 (матчи — 3½ из 11) | 7—8   |
| 1875 | Вена  | Турнир австрийских мастеров |   |    |   | 5½ из 12                     | ?     |
| 1882 | Вена  | Турнир австрийских мастеров |   |    |   |                              | 4—7   |